# Nestor Ioanovici
Nestor Ioanovici (n. 1767, Făgăraș, d. 9/21 februarie 1830, Șimand, comitatul Arad) a fost primul episcop român al Episcopiei Aradului.

## Biografie
S-a născut în Făgăraș în anul 1767, după unii în 1766, dar în necrologul său se menționează că la moartea sa a avut vârsta de 63 de ani.  După moartea tatălui său se mută împreună cu mama sa și cu cele două surori la Brașov, unde practică negustoria. 
În anul 1789 a plecat la Pojon și s-a înscris la Gimnaziul evanghelic-luteran pe care îl absolvă în anul 1797 cu ajutorul bănesc al lui Hagi Gavril Hristu, căruia în anul absolvirii îi scria:
„Și așa am petrecut viața mea până acum, întru silința și străduința învățăturii; și gândul și voia mea este, ajutându-mi Dumnezeu, de a mai zăbovi aicea până când voiu isprăvi desăvârșit cursul învățăturii, având nădejde, că Dătătorul bunătăților ce au întins mâna spre mine mila sa până acum, săvârșind învățătura îmi va deschide și calea chivernisirii și pricopselii mele”—Nestor Ioanovici
După absolvirea gimnaziului a plecat la Carloviț, unde, sprijinit de mitropolitul Ștefan Stratimirovici, a urmat școala clericală. Nu se știe la care mănăstire s-a călugărit, dar la începutul secolului XIX era egumen la mănăstirea Beșenova din Fruška Gora. În această calitate a participat alături de Petru Ioanovici Vidac al Vârșețului la comisia mixtă care a anchetat în anul 1804 cum s-a realizat unirea bisericii cu Roma în comitatul Bihor.
În anul 1810 era egumen al mănăstirii din Carloviț, iar la 19 septembrie candidează pentru scaunul vacant al Episcopiei Ardealului, alături de Nicolae Huțovici, Vasile Moga, Nicolae Panovici, dar cu toată susținerea de care s-a bucurat, inclusiv din partea lui Petru Maior și a lui Moise Nicoară, cel ales a fost Vasile Moga. Împotriva numirii sale s-a aflat Samuil Vulcan de la Oradea care i s-a adresat împăratului printr-o scrisoare datată la 19 octombrie 1810, cerându-i ca în niciun caz să nu-l numiți pe acel de episcop al neuniților din Ardeal. Probabil că Samuil Vulcan nu i-a putut ierta faptul că a făcut parte din acea comisie care a anchetat cum s-a realizat unirea bisericii cu Roma în Bihor.
În urma morții episcopului sârb din Arad, Pavel Avacumovici și după ce Viena a refuzat numirea lui Sinesie Radivoievici în fruntea Episcopiei Aradului, Moise Nicoară a solicitat curții numirea lui Nestor Ioanovici. La 20 septembrie 1816, chiar și episcopul uniților Samuil Vulcan îi cerea împăratului să numească în fruntea episcopiei din Arad unul dintre cei doi candidați români, Isaia Bălășescu sau Nestor Ioanovici, dar toate încercările au rămas fără rezultat, iar Episcopia Aradului a fost fără episcop pentru aproape 15 ani, între 1815 și sfârșitul lui 1829.
Despre Nestor Ioanovici nu se știe ce a făcut în perioada 1816-1824. În anul 1824 a fost numit egumen la Mănăstirea Bezdin, din apropierea Aradului.

### Episcop al Aradului
La sfârșitul anului 1828, Nestor Ioanovici a fost ales episcop al Aradului, iar la 27 ianuarie 1829 a fost hirotonit episcop în catedrala mitropolitană de la Carloviț, dar instalarea sa a fost amânată până la 22 octombrie. Întârzierea instalării se presupune că s-a datorat lipsei celor 1000 de florini care reveneau Cancelariei de Curte pentru diploma de confirmare regală. 

### Sfărșitul episcopului
Episcopatul lui Nestor Ioanovici a fost mai scurt de un an și jumătate, deoarece a murit la 9/21 februarie 1830, după o boală de câteva zile. Decesul se presupune că a avut loc la Șimand, unde episcopia arădeană avea o casă, iar înmormântarea a fost înregistrată și în Matricola decedaților parohiei Șimand. Slujba de prohodire a avut loc la 12/24 februarie 1830 și a fost înmormântat în mijlocul Catedralei „Nașterea Sf. Ioan Botezătorul” din Arad. Ulterior, în anul 1861, osemintele episcopului au fost strămutate la Mănăstirea „Sfântul Simion Stâlpnicul” din cartierul Gai.